# Événement astronomique transitoire

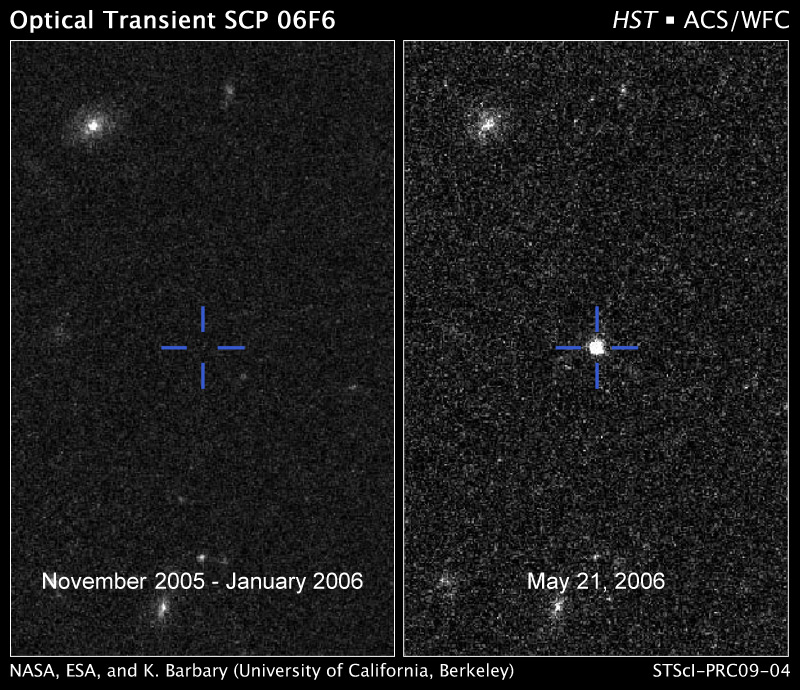
L'apparition soudaine de "l'objet mystérieux" transitoire SCP 06F6 dans le champ de vision de Hubble. L'image du bas représente une vue agrandie.

Un événement astronomique transitoire, souvent abrégé par les astronomes en transitoire[réf. nécessaire],  est un phénomène impliquant un objet céleste dont la durée peut aller de quelques secondes à quelques jours, semaines ou même années. C'est en contraste avec les échelles de temps, en millions ou en milliards d'années, durant lesquelles les galaxies et leurs composants les étoiles de notre univers ont évolué. Plus particulièrement, le terme est utilisé pour les événements violents du ciel profond, tels que les supernovas, les novas, les explosions de novas naines, les sursauts gamma et les événements de rupture, ainsi que les microlentilles gravitationnelles, les transits et les éclipses. Ces événements font partie du thème plus vaste de l'astronomie des phénomènes transitoires.

## Histoire
Avant l'invention des télescopes, l'observation de tels événements qui soient visibles à l'œil nu, provenant de l'intérieur ou du voisinage de la Voie lactée, était exceptionnelle, et parfois espacée de plusieurs centaines d'années. Cependant, certains d'entre eux ont été observés avant l'époque moderne, tels que la supernova de 1054 observée par les astronomes chinois, japonais et arabes, et l'événement de 1572 appelé "Supernova de Tycho" d'après Tycho Brahe, qui l'observa jusqu'à sa disparition après deux années. Même si les télescopes ont rendu possible l'observation d'événements plus éloignés, leur faible angle de champ – typiquement moins de 1 degré carré – implique que les chances de regarder au bon endroit et au bon moment étaient faibles. Les chambres de Schmidt et autres astrographes avec leur important angle de champ ont été inventés au XXe siècle, mais ont été principalement utilisés pour observer le ciel supposé invariable.
L'intérêt pour les transitoires s'est accru parce que leur étude aide les astrophysiciens à comprendre les mécanismes qui produisent notre univers. A mesure que les télescopes ayant des angles de champ plus importants entrent en service, tels que le Palomar Transient Factory, le satellite Gaia et le LSST, ils en découvrent de plus en plus. La capacité des instruments modernes à observer les longueurs d'onde invisibles à l'œil nu (ondes radio, infrarouge, ultraviolet, rayons X) augmente la quantité d'informations qui peut être obtenue lorsqu'un transitoire est observé. Le satellite en projet ULTRASAT observera en permanence un champ de plus de 200 degrés carrés dans le domaine de l'ultraviolet. Cette gamme de longueurs d'onde est particulièrement importante pour détecter les supernovas dans les minutes suivant leur apparation.